# Too much love to hide
Too much love to hide is een lied van Crosby, Stills & Nash. Het nummer werd geschreven door Stephen Stills en hun manager Gerry Tolman.
Het verscheen in 1982 op een single met Song for Susan op de B-kant. De single stond zes weken in de Billboard Hot 100 met nummer 69 als hoogste notering. Daarnaast verscheen het in hetzelfde jaar op de B-kant van de single Southern cross. Alle drie nummers verschenen dat jaar ook op het album Daylight again.
Het is een rocklied met een sterke invloed vanuit de rhythm-and-blues. Het liefdeslied gaat over een alleenstaande man die op zoek is naar een relatie. In de coupletten rolt het nummer op slechts twee akkoorden door als een trein. In het refrein wordt muzikaal meer gevarieerd. Daarnaast is er met distortion een gitaarsolo van Stills die door AllMusic wordt gekenmerkt als een van zijn sterkste uit de jaren tachtig.